# Eleccions municipals espanyoles de 2011

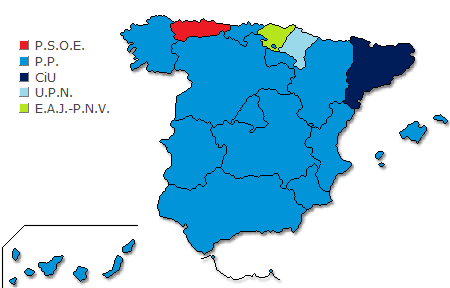
Partit més votat a cada comunitat autònoma.

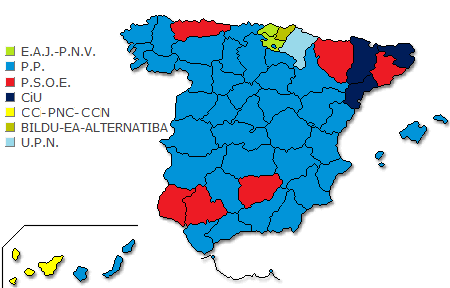
Partit més votat per províncies.

Les eleccions municipals espanyoles de 2011 són les eleccions municipals que el 22 de maig del 2011 es van celebrar a Espanya d'acord amb el que estabeix la Llei Orgànica del Règim Electoral General. El 29 de març va ser publicat al Butlletí Oficial de l'Estat el Decret de convocatòria.
D'altra banda, al llarg de la mateixa jornada també es van celebrar eleccions en tretze de les disset comunitats autònomes espanyoles (Astúries, Cantàbria, Navarra, Castella i Lleó, La Rioja, País Valencià, Comunitat de Madrid, Castella - la Manxa, Regió de Múrcia, Illes Canàries, Illes Balears, Aragó i Extremadura) i a les dues ciutats autònomes (Ceuta i Melilla); a les Juntes Generals del País Basc; als Ajuntaments Insulars Canaris; als Consells Insulars de les Balears; al Consell General d'Aran; als Consells de Navarra; i a les entitats d'àmbit territorial inferior al municipi.
Les eleccions municipals de 2011 van transcórrer durant les protestes dels "indignats" de 2011.

## Reforma de la llei electoral

### Transfuguisme polític
El 29 de gener de 2011 va ser publicat al Butlletí Oficial de l'Estat la reforma de la Llei Orgànica del Règim Electoral General. Aquesta reforma impossibilita les mocions de censura amb trànsfugues en requerir-se una majoria més gran que l'absoluta al mateix nombre de regidors proponents de la moció de censura que pertanyen al mateix grup polític municipal que el de l'alcalde o bé que hagin deixat de pertànyer al grup polític a què es van adscriure a l'inici de legislatura.
En la legislatura prèvia a les eleccions es van donar 59 casos d'alcaldes declarats trànsfugues. D'ells, 19 es van mantenir en el PP, 10 en el PSOE, quatre a CiU, dos en el Partit Andalusista, dos a ERC, un a IU, un a Nueva Canarias i 19 van passar a ser adscrits; d'aquests 19, nou ho van ser del PSOE, tres del PP, dos d'IU, dos del Partit Andalusista, un del Partit Regionalista de Cantàbria, un de Coalició Canària i un altre d'Unió del Poble Navarrès.

### Vot immigrant i emigrant
En aquestes eleccions podran votar els ciutadans dels països de la Unió Europea sempre que hagin manifestat la seva voluntat de votar davant de l'oficina del cens electoral i estiguin empadronats. A més, també podran votar els ciutadans dels països amb acords de reciprocitat; aquests països són: Bolívia, Cap Verd, Xile, Colòmbia, Equador, Islàndia, Noruega, Nova Zelanda, Paraguai i el Perú. Els requisits per inscriure's al cens electoral són ser major de 18 anys i no estar privat del dret de sufragi actiu, estar empadronat, tenir el permís de residència i haver residit legalment 5 o 3 anys en el cas de Noruega.
L'oficina del cens electoral va enviar 350.135 comunicacions informant als immigrants de fora de la Unió Europea, així com 757.495 als de la UE; uns altres 363.881 de la UE ja van manifestar la seva voluntat de votar en les eleccions del 2007.
D'altra banda, una altra de les novetats de la reforma de la llei electoral és la d'impedir el vot a aquells no residents en el municipi; per tant, tots els espanyols residents a l'estranger no podran votar en les eleccions municipals. Aquest canvi afectarà principalment els municipis de Galícia, on el vot estranger podria suposar prop del 40% en alguns municipis.

### Composició equilibrada entre homes i dones
A partir de l'1 de gener de 2011 la composició equilibrada de les llistes electorals entre homes i dones és d'obligatori compliment en els municipis de més de 3.000 habitants, en deixar de ser aplicable la Disposició Transitòria Setena de la Llei Orgànica del Règim Electoral General.

## Resultats globals
| Partit                                                        | Partit                                                        | Vots       | Variació (respecte 2007) | Percentatge | Regidors |
| ------------------------------------------------------------- | ------------------------------------------------------------- | ---------- | ------------------------ | ----------- | -------- |
| Partit Popular                                                | Partit Popular                                                | 8.474.031  | 557.956                  | 37,53%      | 26.499   |
| Partit Socialista Obrer Espanyol                              | Partit Socialista Obrer Espanyol                              | 6.276.087  | 1.484.778                | 27,79%      | 21.767   |
| Izquierda Unida                                               | Izquierda Unida                                               | 1.424.119  | 207.089                  | 6,31%       | 2.230    |
| Convergència i Unió                                           | Convergència i Unió                                           | 778.679    | 55.354                   | 3,45%       | 3.862    |
| Unió, Progrés i Democràcia                                    | Unió, Progrés i Democràcia                                    | 465.125    | 465.125                  | 2,06%       | 152      |
| Partit Nacionalista Basc                                      | Partit Nacionalista Basc                                      | 327.100    | 17.064                   | 1,45%       | 882      |
| Bildu                                                         | Bildu                                                         | 313.231    | -                        | 1,39%       | 1.138    |
| Esquerra Republicana de Catalunya                             | Esquerra Republicana de Catalunya                             | 271.349    | 76.252                   | 1,20%       | 1.399    |
| Bloc Nacionalista Gallec                                      | Bloc Nacionalista Gallec                                      | 261.513    | 53.766                   | 1,16%       | 590      |
| Iniciativa per Catalunya Verds - Esquerra Unida i Alternativa | Iniciativa per Catalunya Verds - Esquerra Unida i Alternativa | 241.919    | 16.260                   | 1,07%       | 398      |
| Partit Andalusista                                            | Partit Andalusista                                            | 230.274    | 4.611                    | 1,02%       | 470      |
| Coalición Canaria                                             | Coalición Canaria                                             | 202.650    | 14.687                   | 0,90%       | 391      |
| BLOC-Compromís                                                | BLOC-Compromís                                                | 180.913    | 98.901                   | 0,80%       | 345      |
| Participació                                                  | Participació                                                  | 22.971.350 | 727.973                  | 66,23%      | -        |
| Vots en blanc                                                 | Vots en blanc                                                 | 584.012    | 156.945                  | 2,54%       | -        |
| Vots nuls                                                     | Vots nuls                                                     | 389.506    | 127.102                  | 1,70%       | -        |

Nota: s'inclouen els partits amb més d'un 0,80% de percentatge de vots. Dades segons l'Ministeri de l'Interior d'Espanya.